# G. P. Putnam's Sons
La G.P. Putnam's Sons è una delle principali case editrici statunitensi, con sede a New York. Attualmente fa parte del gruppo Penguin.

## Sviluppo dellaPutnam's Sons

### Fondazione
Nel 1838 un libraio ventriquattrenne di New York City, George Palmer Putnam, prese accordi con John Wiley & Sons per fondare la casa editrice Whiley & Putnam. Il padre di John Wiley aveva già fondato una sua società nel 1807. La casa editrice crebbe presto sotto la direzione di Putnam.
Nel 1841 Putnam fondò una filiale a Londra, la prima di una società americana.
Successivamente, nel 1848, Putnam sciolse l'accordo con John Wiley e continuò a gestire l'attività con il nome di G. Putnam Broadway. Anche l'ex socio proseguì con la sua impresa: Wiley and Sons è ancora oggi una casa editrice indipendente.
Putnam mostrò fin dall'inizio la sua bravura nel campo, pubblicando brillanti scrittori come William Cullen Bryant, Thomas Carlyle, Samuel Taylor Coleridge, James Fenimore Cooper, Nathaniel Hawthorne, Washington Irving, James Russell Lowell, Francis Parkman, e Edgar Allan Poe.

### Putnam e figli
George Haven Putnam dopo la Guerra Civile, si unì al padre nella ditta, e presto lo seguirono anche i fratelli John Bishop e Irving.
Il vecchio Putnam morì nel 1872 e i suoi tre figli continuarono il suo lavoro sotto il nome attuale della compagnia, G. P. Putnam's Sons.
George Haven si assunse le principali responsabilità delle attività di pubblicazione, e rimase a capo della ditta fino al 1924. John Bishop era impegnato con la produzione dei libri, mentre Irving si occupava della gestione della libreria Putnam.
La lista delle opere che pubblicava si diversificò e crebbe in maniera costante, trattando biografie, storia, narrativa, filosofia politica, scienza, tecnologia e molto altro. Pubblicò inoltre vari novellisti come Joseph Conrad, Walter de la Mare, E. M. Forster, John Galsworthy e William Henry Hudson.
Putnam pubblicò nel 1878 un manoscritto realizzato da Anna Katherine Green, allora diciannovenne. The Leavenworth Case (Il caso Leavenworth), il libro da lei scritto, è oggi accreditato come contributo alla realizzazione del genere poliziesco.
Nel 1884 Theodore Roosevelt convinse i fratelli Putnam a entrare nella carriera editoriale e fu ammesso come partner speciale.
George Haven Putnam morì nel 1930, seguito da Irvin nel 1932, mentre il nipote di George Putnam, Palmer C. Putnam si ritirò. Putnam si fuse quindi con la casa editrice Minton, Balch & Co., che divenne azionista di maggioranza.

### Altri eventi interni alla ditta
La G.P. Putnam's Sons si unì nel 1936 con quella di Coward-McCann, che diventò la Coward, McCann & Geoghegan nel 1971. Portarono alla pubblicazione scrittori come Philip Barry (con The Philadelphia Story), William Golding (con Lord of the Flies), Elizabeth Goudge (con Green Dolphin Street e The Child from the Sea), Knut Hamsen, Christopher La Farge, John le Carré (con The Spy Who Came In from the Cold), Elmer Rice, Siegfried Sassoon, Thornton Wilder (con Our Town), Alezander Woollcott.
La G.P. Putnam allibì l'intera comunità letteraria nel 1955 permettendo la pubblicazione di Deer Park e Lolita, rispettivamente di Norman Mailer e Vladimir Nabokov.
Deer Park era stato rifiutato per i suoi contenuti sessuali da molti editori, ma la G.P. Putnam's Sons aveva comunque dato fiducia allo scritto e l'aveva comprato, facendone un best seller e portando le sue caratteristiche giudicate negative da altri a suo vantaggio.
Lolita fu pubblicato nel 1958, e scatenò una protesta internazionale, con il risultato che la vendita del libro fu vietata in diverse città degli Stati Uniti e in Francia.
La G.P. Putnam's Sons ha acquistato nel 1965 la Berkley Books, una casa editrice di libri tascabili, e nel 1982 la Grosset & Dunlap, una casa editrice di libri per bambini.
Nel 1996 la Penguin Group ha acquistato la società, fondendola con la G.P. Putnam's Son. Attualmente pubblicano con il nome di G.P. Putnam's Sons Books for Young Readers e G.P. Putnam's Sons Hardcover.

## Organizzazione interna della ditta
L'attuale Presidente della G.P. Putnam's Sons è Ivan Held, nominato nel 2005.
Il Vice Presidente Senior è Neil S. Nyren, nonché editore capo.
Ad oggi il Vice Presidente è Marian Wood, che si unì alla G.P. Putnam's Sons nel 1999.

## Premi

### 2001
- Sister Noon di Karen Joy Fowler
  - PEN/Faulkner Award - finalista (2001)

### 2003
- City Room di Arthur Gelb
  - Anne M. Sperber Prize (Fordham University) (2003)
- Pattern Recognition di William Gibson
  - Media Ecology Association's Mary Shelley Award for Outstanding Fictional Work (2003)
- The Delicate Storm di Giles Blunt
  - Dashiell Hammett Award (2003)

### 2004
- An Air That Kills di Andrew Schneider e David McCumber
  - Helen Bernstein Book Award for Excellence in Journalism - finalista (2004)
  - Barry Awards - Best Thriller, finalista (2005)
  - The Crime Writers' Association - finalista, Ian Fleming Steel Dagger (2005)
- A Death in Vienna di Daniel Silva
  - Gumshoe Awards - finalista, Best Thriller (2004)
- Generation Kill: Devil Dogs, Iceman, Captain America, and the New Face of American War di Evan Wright
  - Amazon Best Books (2004)
  - J. Anthony Lukas Book Prize (2004)
  - PEN Center USA Literary Award - Research Nonfiction (2005)
  - Los Angeles Times Book Prize - Current Interest (2005)
- Hard, Hard City di Jim Fusilli
  - Gumshoe Awards - finalista, Best Mystery (2004)
- Mao's Last Dancer di Li Cunxin
  - The Christopher Awards - vincitore (2004)
- Rain Storm di Barry Eisler
  - Gumshoe Awards - finalista, Best Thriller (2004)

### 2005
- Arturo Pérez-Reverte
  - Great Cross of Naval Merit - vincitore (2005)
- Labyrinth di Kate Mosse
  - The Crime Writer Association - finalista, Ian Fleming Steel Dagger (2005)
  - British Book Award per "Richard and Judy Best Read of the Year" (2005)
  - BookSense – 2006
  - Quill Awards -finalista per Sci-Fi/Horror/Fantasy Prize (2006)
  - Washington Post - Best Book (2006)
- Mystery of the Nile di Richard Bangs e Pasquale Scaturro
  - Banff Mountain Book Festival - Adventure Travel, finalista (2005)
- Saving Fish from Drowning di Amy Tan
  - Delaware's Common Wealth Awards of Distinguished Service - vincitore (2005)
  - Chinese-Americans Librarians Association – vincitore del Best Chinese Book Award (2005)
  - Amazon Best Books (2005)
- Walking Money di James Born
  - Barry Awards - Best First Novel, finalista' (2005)

### 2006
- Blue Smoke di Nora Roberts
  - Quill Awards – vincitore del Romance Prize (2006)
- Crazy di Pete Earley
  - Amazon Best Books/Non-fiction (2006)
- Find Me di Carol O'Connell
  - BookSense 2006
- Run the Risk di Scott Frost
  - Edgar Awards - Best First Novel finalista (2006)
- Take Big Bites di Linda Ellerbee
  - International Association of Culinary Professionals Cookbook Awards - Literary Food Writing finalista (2006)
- Second Sight di Amanda Quick
  - Amazon Best Books/Romance (2006)
- The Dream Life of Sukhanov di Olga Grushin
  - New York Times Notable Book (2006)
  - Borders Original Voices (2006)
  - Library Journal Best Book (2006)
  - Washington Post Best Book (2006)
- The English Assassin di Daniel Silva
  - The Crime Writers' Association - finalista, Ian Fleming Steel Dagger (2006)